# سلالة شيا الحاكمة
أسرة شيا ((بالصينية: 夏朝); IPA: ‎[ɕiâ tʂʰɑ̌ʊ̯]‏; حوالي 2070 – وحتى حوالي 1600 قبل الميلاد) هي الأسرة الحاكمة الأولى في الصين التي قدم لها وصفًا في السجلات التاريخية القديمة مثل حوليات الخيزران (Bamboo Annals), وكلاسيكيات التاريخ (Classic of History) ووثائق المؤرخ الكبير (Records of the Grand Historian). أسس الملك الأسطوري يو الأكبر أسرة شيا الحاكمة خلفًا للقائد الصيني شون, آخر الأباطرة الخمسة الذي تخلى عن عرشه لصالحه. ثم تبعت أسرة شيا أسرة شانغ (ليمتد عهدها بين 1600–1046 قبل الميلاد).
ووفقًا للتأريخ التقليدي الذي يعتمد على الحسابات التي أجراها ليو شين (Liu Xin), فقد استمر حكم أسرة شيا في فترة تمتد بين 2205 و1766 قبل الميلاد; في حين أنه وفقًا للتأريخ المستند على حوليات الخيزران, فقد امتدت فترة حكمها بين 1989 و1558 قبل الميلاد. أما عن مشروع تاريخ شيا شانغ تشو فقد توصل إلى أن أسرة شيا قد استمرت في الحكم بدءًا من 2070 وحتى 1600 قبل الميلاد. ويعود التقليد بتتبع التاريخ السياسي للصين بدءًا من الأباطرة الأوائل إلى أسرة شيا وما جاء خلفًا لها من الأسر إلى فكرة ولاية السماء, والتي تقوم على أن أسرة شرعية واحدة مسموح لها بتولي الحكم في وقت ما، وقد دعمت هذه الفكرة المدرسة الكونفوشيوسية إبان حقبة تشو الشرقية، ليصبح فيما بعد هذا هو النظام الأساسي للتاريخ والفكر الإمبراطوري. وعلى الرغم من أن أسرة شيا تمثل عنصرًا مهمًا في تاريخ الصين القديمة، فإنه لا يمكننا الحصول على معلومات موثوقة تتعلق بتاريخ الصين قبل القرن 13 قبل الميلاد سوى من الأدلة الأثرية وذلك لأن أول نظام كتابة صيني على وسيلة دائمة, الكتابة على العظام, لم يكن قد تم اكتشافه بعد. وبالتالي فإن الوجود الفعلي لأسرة شيا في حاجة إلى إثباتات حقيقية، على الرغم من جهود علماء الآثار الصينيين الرامية إلى إيجاد صلة بين أسرة شيا والعصر البرونزي إيرليتو (Erlitou) ومواقعه الأثرية.

## التاريخ التقليدي لأسرة شيا
تم العثور على وصف لأسرة شيا في النصوص الكلاسيكية مثل كلاسيكيات التاريخ (شوجينج (Shujing)), وحوليات الخيزران, فضلاً عن وثائق المؤرخ الكبير (شيجي (Shiji)) لسيما تشيان. فيذكر أن القبيلة التي أسست هذه الأسرة الحاكمة كانت قبيلة هواشيا, وهي الأصل الذي انحدر منه شعب هان الصيني.

### الأصول والتطور المبكر
وفقًا للنصوص الصينية القديمة، فإنه قبل تأسيس أسرة شيا الحاكمة، اندلعت معارك متعددة بين قبيلتي شيا وتشي يو بين الحين والآخر. وبمرور الوقت تطورت قبيلة شيا خلال فترة حكم زوانزو (Zhuanxu), أحد الأباطرة الخمسة الأسطوريين. وتقول وثائق المؤرخ الكبير وكلاسيكيات الطقوس (Classic of Rites) أن يو الأكبر هو أحد أحفاد الإمبراطور زوانزو، كما توجد وثائق أخرى، مثل بان جو, تذكر أن يو هو أحد أفراد الجيل الخامس من سلالة زوانزو. واستنادًا إلى هذه المعلومات، فمن المحتمل أن يكون شعب قبيلة شيا هم من سلالة الإمبراطور زوانزو.

### محاولة جن لوقف الفيضان
جن, والد يو الأكبر، هو أول عضو تم توثيق اسمه في قوائم قبيلة شيا. فعندما حدث فيضان النهر الأصفر اتحدت العديد من القبائل للسيطرة على الفيضان ووقفه. قام ياو بتكليف جن بوقف الفيضان. فأمر جن ببناء حواجز ضخمة لاعتراض طريق المياه. استمرت محاولة جن لوقف الفيضان حوالي تسع سنوات، ولكنها منيت بالفشل لأن الفيضانات أصبحت أقوى. وبعد هذه السنوات التسعة، كان ياو قد تنحى عن عرشه لصالح شون. أمر شون بإعدام جن في يوشان (بالصينية: 羽山), وهو جبل يقع بين مقاطعة دونغهاي الحديثة في جيانغسو ومقاطعة لينشو في مقاطعة شانغدونغ.

### محاولة يو الأكبر لوقف الفيضان
حظي يو بثقة شون الكبيرة. ولذلك ألقى شون على عاتقه مهمة إتمام ما أنجزه والده من عمل لوقف الفيضان. تميز يو بأسلوب يختلف عن أسلوب والده، حيث عمل على توحيد كل شعوب القبائل، وطلب منهم مساعدته في شق قنوات تتفرع من كل الأنهار الكبرى التي تفيض بالماء وتوجيهها باتجاه البحر. واستمر في عمله ذلك لمدة 13 سنة، دون العودة إلى قريته. وتقول الأسطورة، أنه خلال 13 عامًا كان قد مر بمنزله ثلاثة مرات دون دخوله، في إشارة إلى مثابرته في العمل. وكان الناس الذين رأوا منه ذلك قد أثنوا عليه وعلى مثابرته في العمل، وهو ما ألهمهم للانضمام مع قبائلهم إلى العمل الذي يقوم به. وفي النهاية، وبعد الأعوام 13 عامًا، نجح يو في وقف الفيضان وحظي بتقدير كبير من شعبه.

### النشأة
نجح يو في وقف الفيضان وزيادة الناتج الزراعي (لأن الفيضان كان دائمًا المسؤول عن تدمير المحاصيل)، وبالتالي تزايد نفوذ قبيلة شيا، وأصبح يو قائدًا للقبائل المجاورة. ليقوم شون بعد ذلك بقليل بتكليف يو بقيادة جيش لقمع قبيلة سانمياو التي كانت تسيء باستمرار إلى القبائل الحدودية. وبعد هزيمتها، قام بنفيهم جنوبًا إلى منطقة نهر الهان. عزز هذا الانتصار من قوة قبيلة شيا وقدم مزيدًا من الدعم لمكانتها. ومع تقدم شون في العمر، بدأ في التفكير بخليفة له. فتنازل عن العرش لصالح يو, الذي رأى أنه جدير بهذا المنصب. وبتولي يو منصب الملك، بدأ عهد أسرة شيا.
وعلى الرغم من ذلك، فإنه قبل وفاة يو بفترة قصيرة، وبدلاً من نقل السلطة إلى الشخص الأكثر قدرة على الحكم، قام يو بتوريث سلطته إلى ابنه, تشي, ليؤسس بذلك حكم الأسر أو نظام التوريث. ومع بداية أسرة تشيا بدأ عهد حكم الأسرة أو القبيلة.
يذكر أن جي, آخر حكام الأسرة كان ملكًا فاسدًا. وأطاح به شانغ, أول ملوك أسرة شانغ.

### دولة تشي
بعد الهزيمة التي منيت بها أسرة شيا على يد شانغ, تشتتت السلالة الملكية واندمجت في العشائر المجاورة, ونجا بعض أفراد العائلة الملكية لتظهر دولة تشي (هنان) حتى عام 445 قبل الميلاد.[بحاجة لمصدر] وقد ورد ذكر دولة تشي في مخطوطة العظام بوصفها داعمًا رئيسيًا لأسرة شيا. كما ادعى ملوك دولة يوي, وكذلك خليفتها دولة مينيوي (Minyue), أنهم ينحدرون من سلالة يو الأكبر.

## الشكوك الحديثة
كانت المدرسة التشكيكية ‏ للتاريخ الصيني القديم، والتي أسسها جو جيغانغ (Gu Jiegang) في عشرينيات القرن الماضي، أول مجموعة من العلماء في الصين تبحث بجدية في القصص المتوارثة للمراحل المبكرة من تاريخها: "وكلما مضى الوقت، طالت الحقبة التاريخية المبكرة التي تكتنفها الأساطير ... فالتاريخ الصيني القديم حكاية تسرد ويعاد سردها لأجيال متعاقبة، ولذا لا يخلو الأمر من إضافة عناصر جديدة إلى مراحلها المبكرة. ويركز نقد يون كوين لي للمشاعر الوطنية ودورها في تطوير تفسير لتاريخ الأسر الثلاثة على تضارب الأدلة التي تقدمها الأبحاث الأثرية في مقابل التاريخية، وخاصة الادعاء أن حضارة إيرليتو الأثرية هي نفسها أسرة شيا التاريخية. "ولذا يمثل دمج التواريخ الأثرية وتنسيقها مع تواريخ الأبحاث التاريخية تحديًا لجميع الدراسات التاريخية للحضارات المبكرة."
وفي شكل السلحفاة: الأسطورة، والفن والكون في الصين القديمة, لاحظت سارة ألان أن العديد من الجوانب المميزة لأسرة شيا تتعارض ببساطة مع الخصائص المرتبطة بأسرة شانغ. وتقول ألان أن الازدواجية الضمنية بين أسرتي شانغ وشيا تكمن في أنه في الوقت الذي تمثل فيه أسرة شانغ النار أو الشمس، الطيور والشرق، فإن شيا تمثل الغرب والماء. وتضيف ألان أن تطور التاريخ الأسطوري لشيا، هو فعل ضروري من جانب أسرة تشو, التي بررت غزوها لأسرة شانغ بالادعاء أن شانغ هي التي أطاحت بشيا.

## الاكتشافات الأثرية
كشف علماء الآثار عن وجود مواقع حضرية، وآلات من البرونز، ومقابر تشير إلى احتمالية وجود أسرة شيا في مواقع قد ذُكرت في النصوص التاريخية الصينية القديمة. ويدور الآن بعض الجدل حول ما إذا كانت حضارة إيرليتو محلاً لأسرة شيا أم لا. وباستخدام تقنية التأريخ بالكربون المشع تم تحديد الموقع في الفترة بين 2100 إلى 1800 قبل الميلاد، وهو ما يقدم دليلاً ماديًا على وجود دولة معاصرة وربما مكافئة لأسرة شيا كما تم وصفها في الأعمال التاريخية الصينية القديمة. وفي عام 1959, تم التنقيب عن موقع في مدينة يانشي حيث تم اكتشاف قصور ضخمة ذكر علماء الآثار أنها تعود إلى عاصمة أسرة شيا. وفي أثناء فترة الستينيات والسبعينيات، كشف علماء الآثار النقاب عن وجود مواقع حضرية، وآلات من البرونز، ومقابر في ذات المواقع المذكورة في النصوص التاريخية الصينية القديمة الخاصة بأسرة شيا; وبحد أدنى، مثلت أسرة شيا مرحلة متطورة بين حضارات العصر الحجري الحديث والحضارة المدنية الصينية التقليدية الناشئة مع ظهور أسرة شانغ.
وكما ورد في التقرير الصادر في 2011, اكتشف علماء الآثار الصينيين بقايا قصر ملكي يعود تاريخه إلى حوالي 1700 قبل الميلاد في إيرليتو في هنان, الأمر الذي أثار مزيدًا من الشكوك حول وجود الأسرة نفسه.

## ملوك أسرة شيا
فيما يلي قوائم بأسماء حكام أسرة شيا وفقًا لسجلات شيجي ومؤلفها سيما تشيان.
وعلى خلاف قائمة سيما تشيان الخاصة بملوك أسرة شانغ, والتي تتطابق بشكل كبير مع مخطوطة العظام التي يرجع تاريخها إلى نهايات هذه الفترة، فإن سجلات حكام شيا لم يتم العثور عليها بين الحفريات الأثرية.
| أسماء ما بعد الموت (Shi Hao شي هاو 諡號)1                                      | أسماء ما بعد الموت (Shi Hao شي هاو 諡號)1 | أسماء ما بعد الموت (Shi Hao شي هاو 諡號)1 | أسماء ما بعد الموت (Shi Hao شي هاو 諡號)1 | أسماء ما بعد الموت (Shi Hao شي هاو 諡號)1 |
| الترتيب                                                                        | فترة الحكم2                               | الصينية                                   | هانيو بينيين                              | ملاحظات                                   |
| ------------------------------------------------------------------------------ | ----------------------------------------- | ----------------------------------------- | ----------------------------------------- | ----------------------------------------- |
| 01                                                                             | 45                                        | 禹                                        | يو (Yǔ)                                   | أيضًا يو الأكبر (大禹; dà yǔ)              |
| 02                                                                             | 10                                        | 啟                                        | تشي (Qǐ)                                  |                                           |
| 03                                                                             | 29                                        | 太康                                      | تاي كانغ (Tai Kang)                       |                                           |
| 04                                                                             | 13                                        | 仲康                                      | تشونغ كانغ (Zhòng Kāng)                   |                                           |
| 05                                                                             | 28                                        | 相                                        | شيانغ (Xiāng)                             |                                           |
| 06                                                                             | 21                                        | 少康                                      | شاو كانغ (Shào Kāng)                      |                                           |
| 07                                                                             | 17                                        | 杼                                        | تشو (Zhù)                                 |                                           |
| 08                                                                             | 26                                        | 槐                                        | هواي (Huái)                               |                                           |
| 09                                                                             | 18                                        | 芒                                        | مانغ (Máng)                               |                                           |
| 10                                                                             | 16                                        | 泄                                        | شيه (Xiè)                                 |                                           |
| 11                                                                             | 59                                        | 不降                                      | بو جيانغ (Bù Jiàng)                       |                                           |
| 12                                                                             | 21                                        | 扃                                        | جيونغ                                     |                                           |
| 13                                                                             | 21                                        | 廑                                        | جين (Jǐn)                                 | جويو: jǐn or jìn, بوتونغهوا: jǐn          |
| 14                                                                             | 31                                        | 孔甲                                      | كونغ جيا (Kǒng Jiǎ)                       |                                           |
| 15                                                                             | 11                                        | 皋                                        | قاو (Gāo)                                 |                                           |
| 16                                                                             | 11                                        | 發                                        | فا (Fā)                                   |                                           |
| 17                                                                             | 52                                        | 桀                                        | جي (Jie)                                  | وأيضًا لو غوي (履癸 lǚ guǐ)                |
| 1 يسبق اسم فترة الحكم في بعض الأوقات باسم الأسرة، شيا (夏), مثل شيا يو (夏禹). |                                           |                                           |                                           |                                           |
| 2 طول فترة الحكم المحتملة، بالسنين.                                            |                                           |                                           |                                           |                                           |